# Danh sách phim của TVXQ tham gia
Đây là danh sách các bộ phim điện ảnh, phim truyền hình có sự tham gia của các thành viên TVXQ cũng như JYJ.

## Phim điện ảnh

### Dating On Earth
Đây là một phim với sự tham gia diễn xuất của cả năm thành viên. Tuy nhiên, bộ phim chủ yếu xoay quanh hai nhân vật chính do Jaejoong và Micky Yoochun đảm nhận. Ba thành viên còn lại chỉ đảm nhận những tuyến nhân vật phụ.

### Vacation
Vacation là một bộ phim truyền hình bao gồm 4 phần và một phần đặc biệt. Tuy nhiên, Vacation không được trình chiếu trên TV mà chỉ xuất hiện tại rạp chiếu (từ ngày 7 tháng 7 đến ngày 8 tháng 8 năm 2006 tại Đại học Yonsei). Sau đó, bộ phim này được phát hành dưới dạng DVD, tặng kèm theo album thứ ba của DBSK, "O"-Jung.Ban.Hap. Nhạc phim bao gồm hai bài hát và các bản nhạc âm cũng do chính TVXQ thể hiện.

### Heaven's Postman
Là một bộ phim hợp tác giữa Hàn Quốc và Nhật Bản với sự tham gia của một thành viên trong nhóm là Kim Jae Joong và diễn viên Han Hyo Joo. Phiên bản điện ảnh được công chiếu vào ngày 11 tháng 11 năm 2009 đã giành được nhiều lời khen ngợi từ các nhà phê bình và lập kỷ lục doanh thu phòng vé khi thu hút hơn 100000 lượt khán giả đến các rạp tính riêng tại Hàn Quốc. Bản truyền hình sẽ được phát sóng trong năm 2010. Bộ phim này cũng được chuyển thành sách giáo khoa dành cho người Nhật muốn học tiếng Hàn.

### Fly With The Gold (Fly, Holding Gold)
Bộ phim điện ảnh này được chỉnh sửa từ tiểu thuyết về tội phạm đầu tay của nhà văn Nhật được yêu chuộng Takamura Kaoru. Nội dung phim nói về câu chuyện của 6 chàng trai lên kế hoạch đánh cắp vàng thỏi nén trị giá 24 tỷ yên, nhưng đó lại là thông tin không có thật được dựng lên trong thế giới ngầm của một liên minh ngân hàng ở Osaka. Vì kế hoạch đang được thi hành nên danh tính thật của những chàng trai này sẽ từng bước lộ diện rõ ràng.
Với sự tham gia của Shim Changmin (thủ vai Momo), Tsumabuki Satoshi, Asano Tadanobu, Kiritani Kenta, Mizobata Junpei, và Nishida Toshiyuki, phim sẽ được bắt đầu công chiếu vào tháng 11 năm 2012.

## Phim truyền hình

### Banjun Theatre
Banjun Theatre là một show truyền hình của SBS. Trong năm 2005 và 2006, các thành viên của TVXQ tham gia diễn xuất trong một số tập của Banjun như: First Love (Parts 1 and 2), The Masked Fencer, The King's Men, Yunho's Tokyo Holiday, Dangerous Love, Finding Lost Time, Uninvited Guest, The Most Unforgettable Girl in My Life  với mục đích cho khán giả thấy được ngoài khả năng ca hát, các thành viên trong nhóm còn có cả khả năng diễn xuất.

### Heading To The Ground
Năm 2009, nhóm trưởng U-know Yunho chính thức bắt đầu nghiệp diễn viên dưới cái tên thật Jung Yunho trong bộ phim truyền hình Heading to the ground của MBC.

### Paradise Ranch
Bộ phim là sự hợp tác giữa Samhwa Networks và SM Entertainment Joint, có sự góp mặt của thành viên nhỏ tuổi nhất Max Changmin với vai trò là vai chính (cùng với Lee Yeon Hee và Joo Sangwook. Paradise Ranch là một thể loại kịch melo lãng mạn. Bộ phim được khởi quay vào tháng 11 năm 2009 tại đảo Jeju (Hàn Quốc).

### 素直になれなくて (Sunao ni Narenakute / Hard to say I love you)
Đây là bộ phim truyền hình của nhà biên kịch nổi tiếng 48 tuổi Eriko Kitagawa. Nội dung của "Sunaoni Narenakute" nói về một nhóm bạn có 5 thành viên quen nhau qua trang mạng xã hội Twitter. Cả năm người đều đã phải vượt qua nhiều hiểu lầm để có thể trở thành những người bạn chân chính của nhau. Bộ phim có sự tham gia của thành viên Hero Jaejoong. Nhân vật của Hero tên thật là Park Sung-soo, đến Nhật cách đây 5 năm cùng em gái. Trên Twitter, Park Sung Soo nói dối mình là bác sĩ nhưng thực ra anh chàng chỉ là một nhân viên bán thiết bị y tế tại một công ty đang gặp rắc rối về tài chính. Bộ phim bắt đầu phát sóng tập đầu tiên vào ngày 15/04 tại Nhật Bản. Theo Starnews, tập đầu tiên của Sunao Ni Narenakute đã đạt đến vị trí thứ hai trên bảng xếp hạng rating với tỷ xuất 11,9%. Jaejoong cũng nhận được rất nhiều lời khen về diễn xuất cho bộ phim mới. Jaejoong xuất hiện trên phim với những ngôi sao nổi tiếng như Ueno Juri và Eita.

### 君がいれば (Kimi ga Ireba / Beautiful Love)
Trong phim, Yoochun sẽ đóng vai công tử nhà giàu, cậu ấm của một công ty tài chính lớn mạnh tại Hàn Quốc. Nữ diễn viên chính trong phim sẽ do Aya Oomasa đảm nhận, cô sẽ vào vai một phóng viên có mơ ước trở thành một tiểu thuyết gia. Bộ phim xoay quanh chuyện tình của hoàng tử và cô bé lọ lem thời hiện đại.

### Sungkyunkwan Scandal
Sungkyunkwan Scandal là câu chuyện về thế hệ thanh niên thời Joseon dựa trên cuốn tiểu thuyết rất nổi tiếng The Lives of Sungkyunkwan Confucian Scholars của tác giả Jung Eun Gweol. Câu chuyện diễn ra trong thời Joseon, tại một trường đại học dành riêng cho nam sinh, có một cô gái quyết định cải trang thành con trai và đóng giả là cậu em trai của mình để có thể đi học. Và sau nhiều tình huống xảy ra khi Lee Sun Joon (do Micky Yoochun nhận vai) đã phải lòng cô gái.
Tuy không đạt được tỉ suất người xem cao nhưng bộ phim đã mang lại nhiều lời khen cho thành viên Park Yoochun, đồng thời đem lại cho anh giải thưởng 'Nam diễn viên mới xuất sắc nhất' tại KBS Drama Award. Bộ phim cùng tên tuổi Park Yoochun, đã nhiều lần đứng đầu bảng xếp hạng Oricon về xếp hạng DVD trong ngày và trong tuần, thu hút nhiều sự chú ý của người hâm mộ Nhật Bản.

### Miss Ripley
Cốt truyện của Ripley như sau: Lời nói dối vô tình của một người phụ nữ đã dẫn đến một lời nói dối khác, và kết quả là người phụ nữ rơi vào hố sâu của sự dối trá, và cuối cùng phải đối mặt với nguy cơ mất tất cả mọi thứ vì lời nói dối đó. Bên cạnh đó là câu chuyện tình yêu đầy cuồng nhiệt mà trong đó hai người đàn ông đã rơi vào lưới tình với người phụ nữ mang trong mình lòng tham, khao khát đấu tranh và dung hòa giữa tình yêu và sự phá huỷ.
Yoochun đảm nhận vai diễn con trai CEO của tập đoàn resort nghỉ mát nổi tiếng của Nhật Bản, Yukata. Trong phim, Yukata đã tìm được tình yêu thật sự thông qua Zhang Miri nhưng cũng rơi vào số phận bi thảm trở thành đối tượng của những rủi ro phá–huỷ-hoàn-toàn của cô ấy.
Tại lễ trao giải MBC Drama Award diễn ra vào ngày 31/12/2011, Yoochun đã nhận được giải "Diễn viên mới xuất sắc nhất" qua bộ phim này

### Protect The Boss
Protect The Boss là bộ phim hài lãng mạn về câu chuyện của No Eun Seol (Choi Kanghee đóng), người luôn khổ sở vì không thể xin được việc làm, nay phải tới làm việc cho ông sếp chểnh mảng Cha Ji Heon (Ji Sung đóng) của một tập đoàn lớn sau không biết bao nhiêu lần thuyên chuyển. Ở công ty, cô lại vướng vào mối quan hệ với anh họ của Ji Heon, Cha Moo Won (Kim Jaejoong đóng), người đàn ông đầy tài năng đang muốn chiếm lấy công ty của em mình bằng cách tạo lập một "liên minh" với cả cô và Seo Na Yoon (Wang Jihye đóng), người đại diện tài năng cũng vừa là người thừa kế hợp pháp của công ty. Trợ giúp cho tham vọng của Cha Moo Won là người thư ký trung thành và hoàn hảo của anh, Yang Ha Young (Lee Heewon đóng), người có những cảm xúc thầm kín dành riêng cho ông chủ của mình.
Bộ phim này đã mang lại cho thành viên JaeJoong giải thưởng "Diễn viên mới xuất sắc nhất" tại lễ trao giải SBS Drama Award.

### Rooftop Prince
Đây là bộ phim truyền hình dài 20 tập của kênh SBS với vai chính do Park Yoochun và Han Jimin đảm nhận. Bộ phim kể về vị Thái tử Lee Gak thời Joseon có vợ là Thái tử phi đột nhiên chết đuối. Nghi ngờ người vợ của mình bị sát hại, Thái tử Lee Gak đã cùng ba cận vệ của mình bí mật điều tra về cái chết của thái tử phi. Trong một đợt truy đuổi của thích khách, khi sắp cận kề cái chết, cả bốn người đột ngột bị đưa vượt thời gian 300 năm sau tới Seoul thời hiện đại. Cả bốn rơi xuống căn hộ trên gác mái của Park Ha (Han Jimin đóng) - một cô gái trở về từ Mỹ để tìm kiếm người cha của mình. Tại nơi này, Lee Gak phát hiện một người phụ nữ giống với người vợ đã chết của mình trong quá khứ nhưng cũng đồng thời phát hiện ra một người đàn ông giống hệt mình. Với sự giúp đỡ của Park Ha, Lee Gak tìm kiếm sự tương đồng giữa quá khứ và hiện đại để giải quyết cái chết bí ẩn của vợ mình.

### Time Slip Dr.Jin
Bộ phim Time Slip Dr.Jin kể về câu chuyện một trong những vị bác sĩ giỏi nhất Hàn Quốc đã có chuyến du hành xuyên thời gian và không gian của năm 2012 để quay về thời đại Joseon, đây là bộ phim có sự kết hợp giữa thể loại cổ trang và phim thể loại y khoa. Nó dựa trên bộ truyện tranh nổi tiếng Nhật Bản của tác giả Murakami và đã từng được dựng thành phim cùng tên chiếu trên đài TBS Nhật Bản năm 2009. Tiếp nối thành công vang dội của phiên bản Nhật, giờ đây nhà sản xuất Hàn Quốc đang tự tạo nên một phiên bản hoàn toàn mới của phim.
Song Seung Heon vào vai bác sĩ Jin Hyuk - người bao quát tất cả những sai sót và thất bại của người khác trong khi vẫn giữ thái độ khắt khe và luôn tỉnh táo đánh giá người khác.
Kim Jae Joong tham gia với vai Kim Kyung Tak - một võ quan cốt cán với kĩ năng võ thuật tuyệt vời. Anh gặp bác sĩ Jin Hyuk và rồi cuộc đối đầu định mệnh đã xảy ra.
Park Min Young vào vai Hong Young Rae - cô tiểu thư thông minh xinh đẹp và tốt bụng.
Bộ phim hiện đang được chiếu trên đài MBC và Time Slip Dr.Jin cũng là bộ phim được mong đợi nhất ở nửa đầu năm 2012.

### Queen of Ambition
Câu chuyện nói về Joo Da Hae (Park Soo Ae thủ vai), người có tham vọng thoát khỏi cảnh nghèo đói để trở thành người đứng đầu và Ha Ryu (Kwon Sang Woo) là người sẽ hy sinh tất cả vì cô. Bộ phim khắc họa rõ nét về tình yêu của nhân vật chính, tình thương của những người ruột thịt trong gia đình, sự phản bội, lòng ham muốn, âm mưu toan tính và cái giá phải trả cho lòng tham vô đáy của con người.
Jung Yunho vào vai Baek Do Hoon, là con trai của Baek Chang Hak - chủ tịch tập đoàn Baekhak, anh là em trai của Baek Do Kyung. Nhưng thân phận thật sự của anh không đơn giản như vậy, đó cũng chính là lý do để Baek Do Kyung đồng ý cho cuộc hôn nhân giữa anh và Joo Da Hae. Được sống trong cuộc sống đầy đủ vật chất và sự quan tâm chu đáo của Do Kyung, Do Hoon dường như đã có mọi thứ trong tay, nhưng sau khi gặp Joo Da Hae và nhất là sau khi kết hôn với cô cuộc sống của anh dần suy sụp. Anh đã chết trong tình yêu và sự ghen tuông mù quáng của mình. Ha Ryu đã nói: "Do Hoon không có tội, tội duy nhất của cậu ta là đã quá yêu Joo Da Hae".
Bộ phim được đài truyền hình SBS sản xuất với 24 tập phim, bắt đầu khởi chiếu từ ngày 14-01-2013